# Danneel Ackles

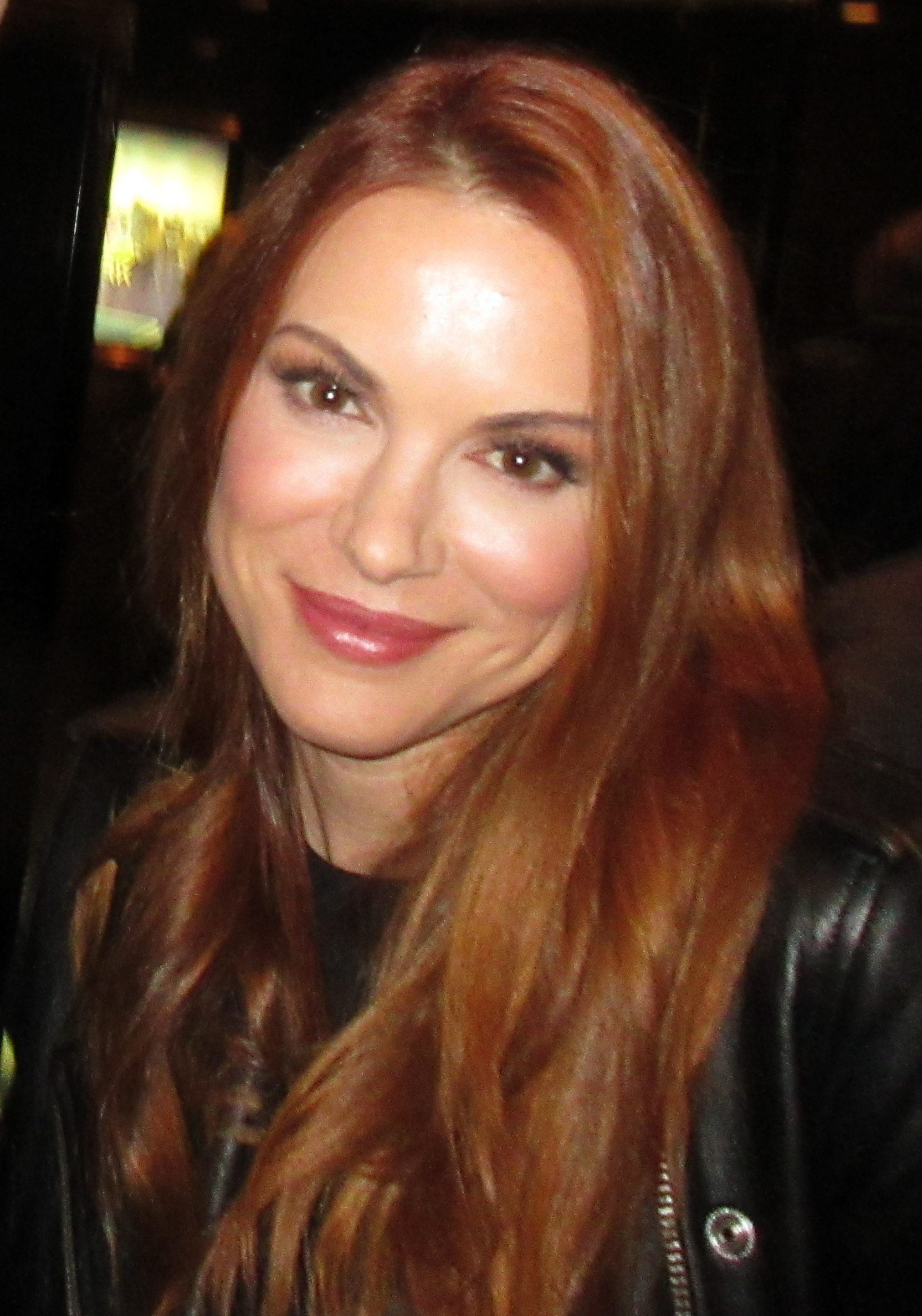
Danneel Harris (2018)

Danneel Ackles (* 18. März 1979 in Lafayette, Louisiana als Elta Danneel Graul), früher auch bekannt als Danneel Harris, ist eine US-amerikanische Schauspielerin.

## Leben
Ackles wurde 2005 durch ihre Nebenrolle Rachel Gatina in der Serie One Tree Hill bekannt, nachdem sie im Jahr zuvor im Kurzfilm The Plight of Clownana ihre erste Rolle hatte. In 68 Episoden der seit 1968 laufenden Serie Liebe, Lüge, Leidenschaft spielte sie die Figur Shannon McBain. Sie hatte unter anderem Gastauftritte in den Serien Hallo Holly, Joey, JAG – Im Auftrag der Ehre und CSI: Den Tätern auf der Spur. 2008 spielte sie in der Filmkomödie Harold & Kumar 2 – Flucht aus Guantanamo mit.
Seit 2006 ist sie mit dem Schauspieler Jensen Ackles zusammen. Am 15. Mai 2010 heirateten die beiden in seiner Heimatstadt Dallas im US-Bundesstaat Texas. Im Mai 2013 brachte sie ihre gemeinsame Tochter zur Welt. Im Dezember 2016 bekamen die beiden Zwillinge, ein Mädchen und einen Jungen.

## Filmografie (Auswahl)
- 2003–2004: Liebe, Lüge, Leidenschaft (One Life to Live, Fernsehserie, 68 Folgen)
- 2004: Hallo Holly (What I Like About You, Fernsehserie, vier Folgen)
- 2004: The Plight of Clownana
- 2004–2005: Joey (Fernsehserie, drei Folgen)
- 2005: Charmed – Zauberhafte Hexen (Charmed, Fernsehserie, Folge 7x22 Macht oder Leben)
- 2005: JAG – Im Auftrag der Ehre (JAG, Fernsehserie, zwei Folgen)
- 2005–2009: One Tree Hill (Fernsehserie, 52 Folgen)
- 2005: Rule Number One
- 2007: Ten Inch Hero
- 2007: CSI: Den Tätern auf der Spur (CSI: Crime Scene Investigation, Fernsehserie, Folge 8x02 Stockfinster)
- 2008: How I Met Your Mother (Fernsehserie, Folge 4x05 Unerwünschte Gäste)
- 2008: Extreme Movie
- 2008: Harold & Kumar 2 – Flucht aus Guantanamo (Harold & Kumar Escape from Guantanamo Bay)
- 2009: Fired Up!
- 2009: Navy CIS (NCIS, Fernsehserie, Folge 6x14 Der verschwundene Ring)
- 2010: CSI: Miami (Fernsehserie, Folge 7x16 Schwimmen oder untergehen)
- 2010: Plan B für die Liebe (The Back-Up Plan)
- 2011: The Roommate
- 2011: Friends with Benefits (Fernsehserie, 13 Folgen)
- 2011: Mardi Gras: Die größte Party ihres Lebens (Mardi Gras: Spring Break)
- 2011: Harold & Kumar – Alle Jahre wieder (A Very Harold & Kumar 3D Christmas)
- 2012: Retired at 35 (Fernsehserie, drei Folgen)
- 2013: How to Live with Your Parents (For the Rest of Your Life) (Fernsehserie, 2 Folgen)
- 2014: TSA America – Suspicious Bulges (Kurzfilm)
- 2014: Baby Bootcamp
- 2018: The Christmas Contract
- 2018–2019: Supernatural (Fernsehserie, 5 Folgen)